# マーク・クリリー
マーク・クリリー(英語:Mark Crilley)はアメリカ合衆国の漫画家・児童文学作家・イラストレーターである。主な作品に『ミキ・フォールズ』『アキコ』『ブローディズ・ゴースト』など。YouTubeで漫画風の描きを教える。以前に日本・福島県と台湾で英語を教えた。